# 小野徹
小野 徹（おの とおる、1950年〈昭和25年〉7月25日 - ）は、日本の政治家。北海道礼文町長（4期）。

## 来歴
1950年（昭和25年）7月25日、北海道礼文郡礼文町で生まれる。
北海道稚内高等学校を卒業後、1969年（昭和44年）、礼文町役場に奉職。観光係長、総務課長補佐、町民課長などを歴任し、2001年（平成13年）7月には助役に就任した。
2005年（平成17年）5月、礼文町助役を退任し、同年6月7日、礼文町長選挙への出馬を表明。同月28日に告示され、無投票で初当選。
2009年（平成21年）6月23日、自身の任期満了に伴う礼文町長選挙に出馬し、無投票で再選。
2013年（平成25年）6月25日、自身の任期満了に伴う礼文町長選挙に出馬し、無投票で再選。
2017年（平成29年）6月20日、自身の任期満了に伴う礼文町長選挙に出馬し、無投票で再選。
2021年（令和3年）6月22日、自身の任期満了に伴う礼文町長選挙に出馬し、無投票で再選。

## 政策

### 北のカナリアパーク
映画「北のカナリアたち」の撮影現場である麗瑞小学校岬分校を撮影時の状態で公開した観光スポット「北のカナリアパーク」を開設。開設に際したインタビューで「改善改良して全国の皆さんの期待に応えられるような施設にしていきたい」「映画に出演した吉永小百合さんらに来ていただいてイベントを開いたり、子役の子どもたちの成人式を企画するなど工夫を凝らしていきたい」などと語った。

### 漁業
漁業の後継者問題解消のため、離島振興法による交付金を活用して国の就業者支援制度が適用できるように町独自の制度を創設したいと公言し、漁師を志す島外からの移住者向けの住宅支援などを拡充している。

## 人物
- 趣味は写真撮影と自然散策[2]。また趣味で撮影した高山植物の写真をブログにアップロードしている[4]。